# Escallonieae
Escallonieae es una subfamilia de la familia de las escaloniáceas. El género tipo es  Escallonia Mutis ex L. f.

## Géneros
- Anopterus Labill.
- Chalepoa Hook. f. = Tribeles Phil.
- Defforgia Lam. = Forgesia Comm. ex Juss.
- Desforgia Steud. = Forgesia Comm. ex Juss.
- Eremosyne Endl.
- Escallonia Mutis ex L. f.
- Forgesia Comm. ex Juss.
- Stereoxylon Ruiz & Pav. = Escallonia Mutis ex L. f.
- Tribeles Phil.
- Valdivia Gay ex J. Rémy
- Vigieria Vell. = Escallonia Mutis ex L. f.